# Kapellen der Petrikirche in Lübeck
Liste der Seiten- und Turmkapellen der Petrikirche (Lübeck). Die ursprüngliche Ausstattung der Kapellen ging durch ständige Erneuerungen der Innenausstattung der Kirche und durch den Luftangriff auf Lübeck im Zweiten Weltkrieg verloren.

## Nordseite

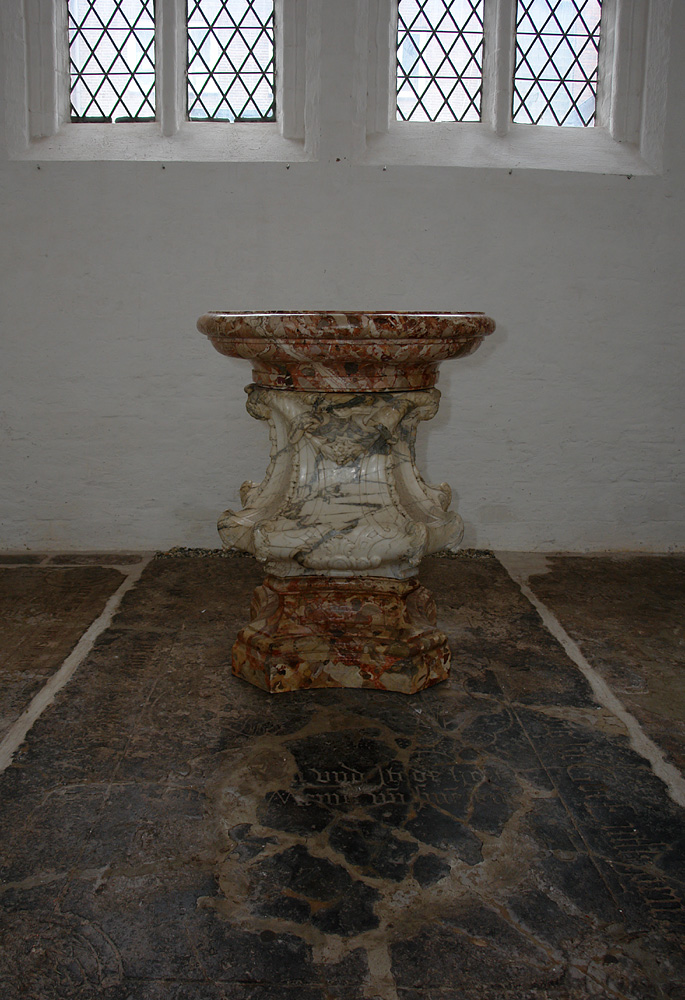
Marmorner Taufstein in Petri (1743)

### Morkerkenkapelle
In den ersten zwei Jochen am westlichen Ende der Nordwand, erbaut von Thomas Morkerke (wirksam 1301–1333). 1364 gemeinsame Vikarienstiftung seines Enkels, des Lübecker Bürgermeisters Thomas Morkerke, und seiner drei Brüder.

### St. Barbarakapelle
Westlich vom östlichen Portal der Nordseite, erbaut kurz vor 1441 von dem Bürgermeister Konrad Brekewoldt. Die Kapelle ist benannt nach einer Altarstiftung der St. Barbara-Bruderschaft.

### Goldschmiedekapelle
Östlich des östlichen Portals der Nordseite, 1516 erbaut.

## Südseite

### Schmiedekapelle
Im zweiten Joch, erbaut 1430 aus dem Nachlass eines Barbiers, 1442 vom Amt der Schmiede erworben, die traditionell in der östlich der Kirche verlaufenden Schmiedestraße wohnten.

### Lüdinghausen- oder Marquardkapelle
Im dritten Joch der Südseite 1420 erbaut. 1509 von Jakob Freudenberg d. Ä. mit einer Kommende dotiert. Über Jakob Freudenberg d. J. gelangt die Kapelle im Erbgang über den Bürgermeister Anton Lüdinghusen in die Familie Lüdinghausen, die mit Johann Lüdinghusen noch einen weiteren Bürgermeister der Stadt stellte.

### St. Annenkapelle
Die östlichste der Südseite. Kapelle der Krämerkompagnie, das Patronat üben deren Älterleute aus.

### Lüneburger Kapelle
1585 erwähnt, aber nach BuK nicht zu lokalisieren.

## Turmbereich

### Marientiden-Kapelle
In der Süderturmkapelle. Aus dem Nachlass des 1464 verstorbenen Ratsherrn Johann Broling.